# Schnecken
Un schnecken -AFI ['ʃnekən], en alemany, literalment “cargols” - és un dolç de pasta fullada en forma d'espiral com un cargol, típicament farcida de panses i crema pastissera, i sovint cobert de sucre en pols. És típic de moltes regions alemanyes, amb moltes variants diferents, de farcit, de cobert, amb llard, amb fruita confitada en comptes de panses, etc. A gran part de França és conegut com a pain aux raisins (“pa amb panses” en francès), o bé escargot ("cargol" en francès), o bé a Alsàcia o a Lorena pel seu nom alemany schneck (cargol).